# اروین لینهارد
اروین لینهارد (انگلیسی: Erwin Lienhard؛ زادهٔ ۱۶ ژانویهٔ ۱۹۵۷) دوچرخه‌سوار اهل سوئیس است.